# Arènes Francis San Juan
Les arènes Francis San Juan sont les arènes de la commune de Lunel, dans le département français de l'Hérault. Elles peuvent accueillir entre 3 000 et plus de 4 000 personnes.

## Histoire
Construites en 1861, remaniées en 1981, elles accueillent des courses espagnoles, principalement des novilladas  mais surtout, en majorité, des courses camarguaises. Grâce à sa restructuration, les arènes de Lunel vont pouvoir élargir leur vocation et accueillir des concerts, des spectacles et d'autres événements. L'inauguration de ce nouvel espace des arènes a lieu le samedi 29 septembre 2018.

### Restructuration
En décembre 2014, la ville de Lunel lance un concours restreint de maîtrise d’œuvre pour la restructuration des arènes afin de créer 1 000 places supplémentaires et un toit qui vient protéger les spectateurs. La capacité totale pourra varier entre 3 500 et 5 000 places selon la configuration et le type de spectacle joué (tauromachie, concert, théâtre, évènements sportifs etc.) Trois cabinets d'architectes ont répondu au concours : Jakob+MacFarlane, A+ Architecture et Jacques Ferrier Architectes. L'agence Jacques Ferrier Architectes a remporté le concours, avec le groupement composé des architectes de CoO Architectes, de TPF ingénierie, de Ligne Environnement et Bâtiment et de dUCKS scéno. La restructuration des arènes a permis une augmentation de la capacité d'accueil de spectateurs et une remise aux normes. Ce lieu est surmonté d’un toit aux motifs de dentelle qui donnent à l’ensemble un cachet unique au monde. Une vraie première pour des arènes semi-couvertes, et qui offre à Lunel une touche de charme et de modernité inédite. L'inauguration se fera le samedi 29 septembre 2018.